# كن مسبحا
"كن مُسبَّحًا" (Laudato Si) هي الرسالة العامة الثانية للبابا فرنسيس والتي كتبها في العام الثالث من حبريته. على الرغم من أن هذه الرسالة تحمل تاريخ 24 أيار/مايو 2015 الموافق لعيد العنصرة في تلك السنة، إلا أنها نُشرت في 18 حزيران/يونيو من نفس السنة. استوحي عنوان الرسالة العامة "كن مُسبَّحًا" من نشيد المخلوقات للقديس فرنسيس، والذي يسبح فيه الرب على مخلوقاته الرائعة.
الموضوع الرئيسي التي تتناوله هذه الرسالة العامة هو الرابط بين أزمة العالم البيئية والأزمة الاجتماعية الإنسانية، أي أنها تتناول موضوع البيئة المتكاملة. ولهذا السبب، شدّد البابا فرنسيس على أن هذه الرسالة ليست "رسالة خضراء"، إنما هي رسالة عامة اجتماعية".
بالتزامن مع عرض الرسالة العامة، أنشأ البابا فرنسيس أيضاً يومًا عالميًا للصلاة من أجل رعاية الخليقة.
بعد ثمان سنوات من إصدار "كن مسبحاً"، أصدر البابا فرانسيس الرسالة العامة "سبِّحوا الله" في 4 تشرين أول/أكتوبر من سنة 2023 بناءً على رسالته العامة "كن مسبحاً" التي صدرت في عام 2015.

## عنوان
في الرسالة العامة، كما تجري العادة في النصوص البابوية، يُأخذ الإسم من الكلمات الإفتتاحية. العنوان والكلمات الافتتاحية للرسالة العامة مأخوذة من نشيد القديس فرنسيس الأسيزي الذي هو أقدم نص شعري باللغة الإيطالية معروف المؤلف:
"كُن مسبحاً يا ربي بجميع مخلوقاتك". (القديس فرنسيس الأسيزي، نشيد المخلوقات)
وقد كتب البابا فرنسيس في رسالته العامة أنه اختار قديس أسيزي لأنه "المثال بامتياز للعناية بالضعفاء والاهتمام ببيئة متكاملة مُعاشة بفرح وأصالة". (ك.م. 10)

## المحتوى
تتكون الرسالة من مقدمة وستة فصول.

### المقدمة
في المقدمة، يستذكر البابا تعاليم أسلافه (بولس السادس ، يوحنا بولس الثاني ، بندكتس السادس عشر) حول مسألة علاقة البشرية بالخليقة، ويذكر بمداخلات بطريرك القسطنطينية برثلماوس الأول، وشخصية القديس فرنسيس الأسيزي. ويختتم البابا هذه المقدمة بمناشدة شخصية من أجل "البحث عن تنمية مستدامة ومتكاملة" ، مشددًا على أن "... نحن بحاجة إلى نقاش يوحدنا جميعًا، لأن التحدي البيئي الذي نواجهه، والذي له جذور بشرية، هو مسألة تهمنا جميعًا." 
بدءاً من السطور الأولى، يشير البابا فرنسيس إلى أن الأزمة البيئية هي "... نتيجة مأساوية لنشاط الإنسان غير المنضبط"، وأنه "... من خلال استغلاله المتهور للطبيعة، فهو يخاطر بتدميرها، فيصبح هو بدوره ضحية لهذا التدهور." كما ويشير إلى "... الضرورة والحاجة الملحة إلى تغيير جذري في سلوك البشرية"، لأنه، كما قال، بدون "... تقدم اجتماعي وأخلاقي حقيقي..." يمكن أن يكون للنمو الاقتصادي والتقدم التكنولوجي الهائل، تداعيات ضد الإنسان. لهذه الأسباب، يدعو البابا الإنسان إلى "ارتداد إيكولوجي عالمي"، إلى "إيكولوجية بشرية حقيقية"، إلى "...إيكولوجية متكاملة، تُعاش بفرح وأصالة"، كما ويحتاج إلى "... القضاء على الأسباب الهيكلية لاختلالات الاقتصاد العالمي وتصحيح نماذج النمو التي تبدو غير قادرة على ضمان احترام البيئة».
يُنهي البابا المقدمة بدعوة صارخة لجميع ذوي الإرادة الصالحة، مؤمنين وغير مؤمنين، قائلاً: "إن العالم أكثر من مجرد مشكلة يجب حلها، فالعالم هو سر بهيج يجب أن نتأمله بفرح وتسبيح"؛ "...يمكننا جميعًا أن نتعاون كأدوات الله لرعاية الخليقة، كلٌّ بحسب ثقافته وخبرته ومبادراته وقدراته".

### (I) ما يحدث لبيتنا المشترك
"بدايةً، سأمُر مروراً سريعاً على مختلف جوانب الأزمة الإيكولوجية الحالية، من أجل الحصول على أفضل نتائج الأبحاث العلمية المتوفرة حتى اليوم، والسماح لها بأن تلمسنا في العمق، ووضع أساس متين للمسار الأخلاقي والروحي الذي سيستمر بعد ذلك." (ك. م. 15)
في الفصل الأول، يستعرض البابا صورة الشرور التي تعاني منها الأرض. ويؤكد في ديباجته أنه "إذا كان التغييرهو أمراً مرغوباً فيه، فإنه يصبح مُقلقاً عندما يتحول إلى أمر يُدهور العالم ويُدهور جودة الحياة لجزء كبير من البشرية". ويضيف أن "... الهدف [من هذا الفصل الأول] ليس مجرد جمع للمعلومات لإشباع فضولنا، بل الهدف منه هو أن نصبح واعين للواقع الأليم، وأن نجرؤ على أن نجعل ما يحدث في العالم معاناةً شخصية لكل واحد منا، وعندها سوف نتعرّف عن قرب على ما يحدث في العالم"، وهذه ستكون مساهمة يمكن للجميع تقديمها".
يتناول البابا في هذا الفصل المواضيع التالية:
1. التلوث والتغيرات المناخية
2. مسألة المياه
3. فقدان التنوع البيولوجي
4. تدهور نوعية الحياة البشرية والتفكك الاجتماعي
5. تباين كوني
6. وهن ردود الفعل
7. اختلاف الآراء

### (II) إنجيل الخليقة
"وانطلاقاً من هذا العرض سأتناول مجدداً بعض المسائل التي تنبع من التقليد اليهودي-المسيحي، بهدف إعطاء المزيد من التوافق لالتزامنا من أجل البيئة." (ك.م. 15)
في الفصل الثاني، يتناول البابا فرنسيس القضايا البيئية والإيكولوجية انطلاقًا من النصوص الكتابية للتقليد اليهودي- المسيحي، أي من الكتاب المقدس. على الرغم من أن الرسالة العامة موجهة إلى الجميع، وبالتالي أيضًا إلى أولئك الذين يعتبرون الإيمان غير ذي صلة أو غير عقلاني، أو أنه "ثقافة جانبية يجب ببساطة التسامح معها"، بالنسبة الى البابا "... يمكن للعلم والدين، اللذان يقدمان نُهج مختلفة للحقيقة، الدخول في حوار مكثف ومثمر لكليهما".
يتناول هذا الفصل المواضيع التالية:
1. النور الذي يقدمه الإيمان
2. حكمة روايات الكتاب المقدس
3. سر الكون
4. رسالة كل خليقة داخل تناغم كل الخليقة
5. شَرِكة كونية
6. الغاية المشتركة للخيرات
7. نظرة يسوع

### (III) الأصل البشري للأزمة البيئية
"ثم سأحاول الولوج إلى جذور الوضع الحالي، كي أجني منها ليس فقط الأعرض وإنما الأسباب العميقة." (ك.م. 15)
في هذا الفصل الثالث، يتناول البابا، بحسب وجهة نظره، الأسباب العميقة للأزمة الإيكولوجية والبيئية في عصرنا، على ضوء "النموذج التكنوقراطي السائد"، أي الميل "... إلى الاعتقاد بأن كل امتلاك للقوة هو مُجرد تقدم، وزيادة في الأمن، والمنفعة، والرفاهية، والقوة الحيوية، وملئ القيم"، وكأن الواقع والخير والحقيقة قد ازدهرت بشكل عفوي من قوة التكنولوجيا والاقتصاد فقط"
.
يتكون هذا الفصل من ثلاثة أقسام:
1. التكنولوجيا: إبداع وسُلطة
2. عولمة النموذج التكنوقراطي
3. أزمة ونتائج المركزية الأنثروبية الحديثة

### (IV) إيكولوجية متكاملة
"سيكون باستطاعتنا هكذا أن نقترح إيكولوجية تحتوي، في أبعادها المختلفة، على المكان المحدد الذي يحتله الكائن البشري في هذا العالم وعلاقاته بالواقع الذي يحيط به." (ك.م. 15)
بعد دراسة الوضع الراهن وأسباب الأزمة الإيكولوجية والبيئية، يتناول البابا فرنسيس الجزء الاستباقي من رسالته العامة، على ضوء "إيكولوجية متكاملة"، أي إيكولوجية تنطلق من الاقتناع بأن الإنسان جزء لا يتجزأ جزء من الطبيعة والبيئة التي يعيش فيها: "عندما نتحدث عن "البيئة" فإننا نشير أيضًا إلى علاقة معينة: العلاقة بين الطبيعة والمجتمع الذي يعيش فيها. وهذا يمنعنا من اعتبار الطبيعة شيئًا منفصلاً عنا أو أنها مجرد إطار لحياتنا. إننا متضمنون فيها، نحن جزء منها ونتداخل فيها”
. لهذا السبب، فإن البيئة "المتكاملة" حقًا يجب أن تشمل "... الأبعاد الإنسانية والاجتماعية بوضوح"
```
يجب أن لا يتم النظر اليها بشكل منفصل، بل بشكل تفاعُلي
[
16
]
```

وبهذا المعنى يمكننا التحدث عن بيئة اجتماعية."
.
يتضمن هذا الفصل الأقسام التالية:
1. إيكولوجية بيئية واقتصادية واجتماعية
2. إيكولوجية ثقافية
3. إيكولوجية الحياة اليومية
4. مبدأ الخير العام
5. العدالة بين الأجيال

### (V) بعض الإرشادات للتوجيه وللعمل
"على ضوء هذا التأمل، أود القيام بخطوة إلى الأمام في طرح بعض الخطوط العريضة للحوار وللعمل التي تُشرك على حد سواء كل واحد منا والسياسة الدولية أيضاً." (ك.م. 15)
لا يقتصر البابا فرنسيس على إعلان المبادئ، بل يقترح أيضًا بعض خطوط التوجيه والعمل، وهي عبارة عن "مسارات حوار عظيمة، تساعدنا على الخروج من دوامة تدمير الذات التي نغرق فيها"
.
وهناك خمسة مسارات قد أشار إليها البابا:
1. حوار حول البيئة في السياسة الدولية
2. حوار من أجل سياسات وطنية ومحلية جديدة
3. حوار وشفافية في اتخاذ القرارات
4. السياسة والاقتصاد في حوار من أجل الملئ الإنساني
5. الأديان في حوار مع العلوم

### (VI) تربية وروحانية إيكولوجية
"في النهاية، ولأنني مقتنع بأن كل تغيير يحتاج إلى دوافع وإلى مسيرة تعليمية، سوف أقترح بعض الخطوط للنُضج الإنساني، مُستلهمة من كنز الخبرة الروحية المسيحية." (ك.م. 15)
في الفصل الأخير، يقترح البابا بعض الأفكار من أجل "إعادة توجيه المسار"، وتغيير تلك الإنسانية التي تفتقر إلى "... الوعي بالأصول المشتركة والانتماء المتبادل والمستقبل المشترك للجميع". لهذا السبب، هناك ضرورة للتربية والروحانية البيئية من أجل "... تنمية قناعات جديدة ومواقف وأنماط حياة جديدة"
.
يتكون الفصل الأخير من تسعة أقسام:
1. السعي إلى نمط آخر من الحياة
2. تربية على العهد بين البشرية والبيئة
3. التوبة الإيكولوجية
4. فرح وسلام
5. محبة مدنية وسياسية
6. العلامات الأسرارية والراحة الاحتفالية
7. الثالوث والعلاقة بين الخلائق
8. سلطانة الخليقة بأسرها
9. أبعد من الشمس

### خاتمة
يختتم البابا رسالته العامة بصلاتين: "... واحدة يمكننا أن نتقاسمها مع جميع الذين يؤمنون بالله الخالق القادرعلى كل شيء، والأخرى لنا نحن المسيحيين حتى نعرف الالتزامات التي يعرضها علينا إنجيل يسوع تجاه الخليقة ".

## كُن مُسَبَّحًا وسبِّحوا الله
"لقد مرت ثماني سنوات منذ أن أصدرت رسالتي العامة "كُن مُسَبَّحًا"، عندما أردت أن أشارككم جميعًا، أيها الإخوة والأخوات في كوكبنا المتألم، اهتماماتي القلبية بشأن العناية ببيتنا المشترك. ولكن مع مرور الوقت أدركت أن استجاباتنا لم تكن كافية، في حين أن العالم الذي نعيش فيه ما زال يتهاوى وربما أصبح يقترب من نقطة الانهيار. (سبِّحوا الله: 2)
إنه نص استمراري لرسالة "كُن مسبّحًا"، فيه يحاول البابا توضيح وإكمال أفكاره حول البيئة المتكاملة، في الوقت نفسه يدق البابا ناقوس الخطر ويدعو إلى تحمُّل المسؤولية المشتركة في مواجهة حالة الطوارئ المناخية. يذكر الصحفيان جيسون هورويتز وإليزابيتا بوفوليدو أنه "بعد مرور ثماني سنوات على رسالته التاريخية حول التزام الإنسانية بحماية البيئة، يحذر البابا فرنسيس من أنه لا يزال هناك الكثير الذي يتعين القيام به، وبسرعة".
تذكر هذه الرسالة العامة على وجه الخصوص مؤتمر الأمم المتحدة حول تغير المناخ (كوب 28) الذي عقد في دبي بين نهاية تشرين الثاني/نوفمبر وبداية كانون الأول/ديسمبر عام 2023. كما وأنها تحث الحكومات على جعل قمة المناخ (كوب 28) نقطة تحوُّل في المعركة الحاسمة ضد أزمة المناخ.
على الرغم من أن "كن مُسبَّحًا" "كان لها تأثير شامل وعميق جدًا داخل الكنيسة الكاثوليكية وخارجها"، وفقًا لباولو كونفيرسي منسق مرصد "كن مُسبَّحًا"، وهي مجموعة متعددة التخصصات في الجامعة الحبرية الغريغورية في روما، فإن "سبِّحوا الله" هي بمثابة دليل على أن البابا فرنسيس يشعر أن رسالته السابقة ("كُن مسبحاً") لم تُسمع بشكل كافٍ. يقول فرنسيس: "ما يُطلب منا ليس سوى مسؤولية معينة على الإرث الذي سنتركه وراءنا عندما نرحل عن هذا العالم".

## ملحوظات
1. ↑  Yardley، Jim؛ Goodstein، Laurie (18 يونيو 2015). "Pope Francis, in Sweeping Encyclical, Calls for Swift Action on Climate Change". The New York Times. مؤرشف من الأصل في 2023-11-29.
2. ↑  "Laudato si' non è un'enciclica verde | Laudato Si". web.archive.org. 14 أغسطس 2020. مؤرشف من الأصل في 2020-08-14. اطلع عليه بتاريخ 2023-11-27.
3. ↑  البابا فرنسيس. "المؤتمر الصحفي لعرض رسالة قداسة البابا للإحتفال باليوم العالمي للصلاة من أجل العناية بالخليقة". www.vatican.va. مؤرشف من الأصل في 2023-06-17. اطلع عليه بتاريخ 2023-11-27.
4. ↑  مينا, آسي. "«سبِّحوا الله»... وثيقة جديدة من البابا فرنسيس حول التغيّر المناخي". آسي مينا (بالإنجليزية). Archived from the original on 2023-11-27. Retrieved 2023-11-27.
5. ↑  الفقرة 13 من الرسالة كُن مُسبّحًا.
6. 1 2  الفقرة 14 من الرسالة كُن مُسبّحًا.
7. ↑  الفقرة 4 من الرسالة كُن مُسبّحًا.
8. ↑  الفقرة 5 من الرسالة كُن مُسبّحًا
9. ↑  الفقرة 10 من الرسالة كُن مُسبّحًا
10. ↑  الفقرة 6 من الرسالة كُن مُسبّحًا
11. ↑  الفقرة 12 من الرسالة كُن مُسبّحًا
12. ↑  الفقرة 19 من الرسالة كُن مُسبّحًا
13. ↑  الفقرة 62 من الرسالة كُن مُسبّحًا
14. 1 2  الفقرة 101-105 من الرسالة كُن مُسبّحًا
15. ↑  الفقرة 137 من الرسالة كُن مُسبّحًا
16. ↑  الفقرة 139 من الرسالة كُن مُسبّحًا
17. ↑  الفقرة142 من الرسالة كُن مُسبّحًا
18. ↑  الفقرة 163 من الرسالة كُن مُسبّحًا
19. ↑  الفقرة 202 من الرسالة كُن مُسبّحًا
20. ↑  الفقرة 246 من الرسالة كُن مُسبّحًا
21. 1 2  Horowitz, Jason; Povoledo, Elisabetta (4 Oct 2023). "Francis Issues Urgent Call to Save a Planet Near 'the Breaking Point'". The New York Times (بالإنجليزية الأمريكية). ISSN:0362-4331. Archived from the original on 2023-11-29. Retrieved 2023-11-29.
22. ↑  Harvey, Fiona (4 Oct 2023). "Pope urges rich world to make profound changes to tackle climate crisis". The Guardian (بالإنجليزية البريطانية). ISSN:0261-3077. Archived from the original on 2023-11-11. Retrieved 2023-11-29.